# Трифонаярви
Трифонаярви (от фин. Trifonajärvi), озеро Трифона Печенгского (устаревшее название — озеро Княжуха) — озеро на северо-западе Мурманской области в Печенгском районе, в 2 км на запад от посёлка Лиинахамари. Название озеро получило в память о православном настоятеле Трифоне Печенгском, основателе Печенгского монастыря.
Высота над уровнем моря — 13 м. Площадь поверхности — 5,08 км². Озеро связано с губой Печенга Трифоновым ручьём, в устье которого находился посёлок Трифоново. 